# Итабиринья
Итабиринья (порт. Itabirinha) — муниципалитет в Бразилии, входит в штат Минас-Жерайс. Составная часть мезорегиона Вали-ду-Риу-Доси. Входит в экономико-статистический микрорегион Мантена. Население составляет 9513 человек на 2006 год. Занимает площадь 208,059 км². Плотность населения — 45,7 чел./км².

## История
Город основан в 1962 году.

## Статистика
- Валовой внутренний продукт на 2003 год составляет 25 621 563,00 реалов (данные: Бразильский институт географии и статистики).
- Валовой внутренний продукт на душу населения на 2003 год составляет 2655,36 реалов (данные: Бразильский институт географии и статистики).
- Индекс развития человеческого потенциала на 2000 год составляет 0,681 (данные: Программа развития ООН).